# Нидеркрюхтен
Нидеркрюхтен (нем. Niederkrüchten) — община в Германии, в земле Северный Рейн-Вестфалия.
Подчиняется административному округу Дюссельдорф. Входит в состав района Фирзен. Население составляет 15 336 человек (на 31 декабря 2010 года). Занимает площадь 67,07 км².
Коммуна подразделяется на 4 сельских округа.
Нидеркрюхтен лежит на реке Швальм.